# Gigantotrichoderes conicicollis
Gigantotrichoderes conicicollis là một loài bọ cánh cứng trong họ Cerambycidae.